# Achilles Mourning the Death of Patroclus
Achilles Mourning the Death of Patroclus (litt. Achille pleurant la mort de Patrocle) est un tableau peint par Cy Twombly en 1962. Cette huile et mine de plomb sur toile est conservée au musée national d'Art moderne, à Paris.